# ハイロ・ディアス
ハイロ・ホセ・ディアス・ヘルナンデス（Jairo Jose Díaz Hernandaz, 1991年5月27日 - ）は、ベネズエラのアンソアテギ州プエルト・ラ・クルス出身のプロ野球選手（投手）。右投右打。アトランティックリーグのガストニア・ハニーハンターズ所属。

## 経歴

### プロ入りとエンゼルス時代
2007年8月1日にアマチュア・フリーエージェントでロサンゼルス・エンゼルスと捕手として契約。
2008年に傘下のルーキー級ドミニカン・サマーリーグ・エンゼルスでプロデビュー。31試合に出場して打率.184、1本塁打、7打点、1盗塁のを記録した。
2009年もルーキー級ドミニカン・サマーリーグ・エンゼルスでプレーし、24試合に出場して打率.118、5打点を記録した。
2010年から投手へ転向。ルーキー級ドミニカン・サマーリーグ・エンゼルスでプレーし、16試合に登板して3勝1敗3セーブ、防御率3.67、28奪三振を記録した。
2011年はまずルーキー級ドミニカン・サマーリーグ・エンゼルスでプレーし、11試合（先発10試合）に登板して4勝1敗、防御率4.08、44奪三振を記録した。8月にA級シーダーラピッズ・カーネルズへ昇格。4試合に先発登板して0勝3敗、防御率8.20、10奪三振を記録した。
2012年はまずA級シーダーラピッズで13試合に先発登板して2勝7敗、防御率7.70と結果を残せず、6月からパイオニアリーグのルーキー級オレム・オウルズでプレー。14試合に先発登板して5勝6敗、防御率5.30、61奪三振を記録した。
2013年からリリーフに転向。開幕からA級バーリントン・ビーズでプレーし、32試合に登板して0勝3敗8セーブ、防御率3.97、28奪三振を記録した。7月にA+級インランド・エンパイア・シックスティシクサーズへ昇格。A+級インランド・エンパイアでは13試合に登板して0勝2敗、防御率8.87、21奪三振を記録した。
2014年はまずA+級インランド・エンパイアでプレーし、29試合に登板して2勝3敗4セーブ、防御率4.78、37奪三振を記録した。6月にAA級アーカンソー・トラベラーズへ昇格。AA級アーカンソーでは27試合に登板して2勝1敗11セーブ、防御率2.20、48奪三振を記録した。9月8日にエンゼルスとメジャー契約を結んでアクティブ・ロースター入りし、同日のクリーブランド・インディアンス戦でメジャーデビュー。9点リードの9回裏から登板し、1回を無安打無失点2四球2三振に抑えた。この年メジャーでは5試合に登板して防御率3.18、8奪三振を記録した。

### ロッキーズ時代
2014年12月11日にジョシュ・ラットリッジとのトレードで、コロラド・ロッキーズへ移籍した。
2015年は21試合に登板して0勝1敗、防御率2.37、18奪三振を記録した。
2016年3月6日にトミー・ジョン手術を受ける事が発表され、この年は全休した。
2018年6月10日にDFAとなり、12日に自由契約となった。6月18日に再びロッキーズとマイナー契約を結んだ。
2019年の開幕は傘下のAAA級アルバカーキ・アイソトープスで迎え、5月22日にメジャー契約を結んでアクティブ・ロースター入りした。この年は56試合に登板して6勝4敗5セーブ、防御率4.53、63奪三振を記録した。
2020年は24試合に登板して1勝2敗4セーブ、防御率7.65、17奪三振を記録した。
2021年4月1日にDFAとなり、5日にマイナー契約で再契約した。この年はメジャーでの登板はなかった。10月5日にFAとなった。

### 独立リーグ時代
2022年6月7日にアトランティックリーグのガストニア・ハニーハンターズと契約した。

## 詳細情報

### 年度別投手成績
| 年 度    | 球 団    | 登 板 | 先 発 | 完 投 | 完 封 | 無 四 球 | 勝 利 | 敗 戦 | セ 丨 ブ | ホ 丨 ル ド | 勝 率 | 打 者 | 投 球 回 | 被 安 打 | 被 本 塁 打 | 与 四 球 | 敬 遠 | 与 死 球 | 奪 三 振 | 暴 投 | ボ 丨 ク | 失 点 | 自 責 点 | 防 御 率 | W H I P |
| -------- | -------- | ----- | ----- | ----- | ----- | -------- | ----- | ----- | -------- | ----------- | ----- | ----- | -------- | -------- | ----------- | -------- | ----- | -------- | -------- | ----- | -------- | ----- | -------- | -------- | ------- |
| 2014     | LAA      | 5     | 0     | 0     | 0     | 0        | 0     | 0     | 0        | 0           | ----  | 24    | 5.2      | 4        | 0           | 3        | 0     | 0        | 8        | 0     | 0        | 2     | 2        | 3.18     | 1.24    |
| 2015     | COL      | 21    | 0     | 0     | 0     | 0        | 0     | 1     | 0        | 7           | .000  | 78    | 19.0     | 16       | 2           | 6        | 0     | 0        | 18       | 0     | 0        | 6     | 5        | 2.37     | 1.16    |
| 2017     | COL      | 4     | 0     | 0     | 0     | 0        | 0     | 0     | 0        | 0           | ----  | 30    | 5.0      | 12       | 0           | 5        | 0     | 1        | 2        | 0     | 0        | 6     | 5        | 9.00     | 3.40    |
| 2019     | COL      | 56    | 0     | 0     | 0     | 0        | 6     | 4     | 5        | 7           | .600  | 245   | 57.2     | 56       | 7           | 19       | 0     | 2        | 63       | 4     | 0        | 34    | 29       | 4.53     | 1.30    |
| 2020     | COL      | 24    | 0     | 0     | 0     | 0        | 1     | 2     | 4        | 3           | .333  | 106   | 20.0     | 31       | 4           | 14       | 1     | 3        | 17       | 2     | 0        | 21    | 17       | 7.65     | 2.25    |
| MLB：5年 | MLB：5年 | 110   | 0     | 0     | 0     | 0        | 7     | 7     | 9        | 17          | .500  | 483   | 107.1    | 119      | 13          | 47       | 1     | 6        | 108      | 6     | 0        | 69    | 58       | 4.86     | 1.55    |

- 2020年度シーズン終了時

### 年度別守備成績
| 年 度 | 球 団 | 投手（P） | 投手（P） | 投手（P） | 投手（P） | 投手（P） | 投手（P） |
| 年 度 | 球 団 | 試 合     | 刺 殺     | 補 殺     | 失 策     | 併 殺     | 守 備 率  |
| ----- | ----- | --------- | --------- | --------- | --------- | --------- | --------- |
| 2014  | LAA   | 5         | 0         | 0         | 0         | 0         | ----      |
| 2015  | COL   | 21        | 1         | 1         | 0         | 0         | 1.000     |
| 2017  | COL   | 4         | 1         | 1         | 0         | 2         | 1.000     |
| 2019  | COL   | 56        | 6         | 6         | 2         | 2         | .857      |
| 2020  | COL   | 24        | 1         | 3         | 0         | 0         | 1.000     |
| MLB   | MLB   | 110       | 9         | 11        | 2         | 4         | .909      |

- 2020年度シーズン終了時

### 背番号
- 49（2014年）
- 47（2015年、2017年）
- 37（2019年 - 2020年）